# Craco
Craco je opuštěné město v provincii Matera v regionu Basilicata v Itálii. Ještě v 19. století mělo Craco přes dva tisíce obyvatel, pak ale začali lidé z této neúrodné horské krajiny hromadně odcházet. Po velkém zemětřesení v roce 1959 bylo Craco postiženo rozsáhlými sesuvy půdy, jejichž pravděpodobnou příčinou byla závadná vodovodní a kanalizační síť. V roce 1963 úřady nařídily z bezpečnostních důvodů přesídlení zbylých obyvatel do nedaleké nově zbudované části obce Craco Peschiera. Po zemětřesení v roce 1980 bylo Craco zcela opuštěno.
Opuštěné město se stalo turistickou atrakcí a populární filmovou lokací. V roce 2010 bylo Craco zapsáno na seznam organizace World Monuments Fund (WMF).

## Geografie
Craco se nachází zhruba 40 km od Tarentského zálivu. Město bylo z obranných důvodů postaveno na velmi strmém vrcholu, což mu dodává velmi nápadný vzhled. Centrum bylo postaveno na nejvýše postavené straně města. Stojí před hřebenem, který se strmě táhne k jihozápadu, kde stojí novější budovy. Město leží na vrcholu 400 m vysokého útesu s výhledem na údolí řeky Cavone. V celé na vegetaci chudé oblasti je množství valů nazývaných calanchi vytvořených intenzivní erozí.

## Historie
V Craco byly nalezeny hrobky pocházející z 8. století př. n. l.. Kolem roku 540 př. n. l. oblast obývali Řekové, kteří se přestěhovali do vnitrozemí z pobřežního města Metaponto. 
Název města lze datovat do roku 1060 n. l., kdy byla půda v držení Arnalda, arcibiskupa z Tricarica, který oblast nazval Graculum, což v latině znamená „malé zorané pole“. Dlouhé spojení církve s městem mělo na obyvatele velký vliv. V letech 1154–1168 přešla vesnice do držení šlechtice Eberta, pravděpodobně normanského původu, který byl jejím prvním feudálním držitelem. V roce 1179 se majitelem města Craco stal Roberto z Pietrapertosy. Za Fridricha II. bylo Craco důležitým vojenským centrem a hradní věž hostila lombardské zajatce, kteří bojovali proti císaři Svaté říše římské. V roce 1276 byla ve městě založena univerzita. Během 13. století byl feudálním držitelem Craco Muzzio Sforza. Počet obyvatel se zvýšil ze 450 (1277), na 655 (1477), na 1718 (1532), až v roce 1561 dosáhl počtu 2590. V následujících stoletích mělo Craco průměrně 1500 obyvatel. V 15. století byly ve městě čtyři velké paláce: Palazzo Maronna poblíž věže, Palazzo Grossi poblíž velkého kostela, Palazzo Carbone a Palazzo Simonetti. Během roku 1656 udeřil mor, při kterém zemřely stovky lidí a snížil se počet rodin ve městě.
V roce 1799, kdy byla vyhlášena Parthenópská republika, měšťané svrhli bourbonský feudální systém. Innocenzo De Cesare se vrátil do Neapole, kde studoval a podpořil nezávislou obec. Republikánská revoluce byla o několik měsíců později potlačena armádou Svaté víry a Craco se vrátilo pod bourbonskou monarchii. Poté se město dostalo pod kontrolu napoleonské okupace. Dne 18. července 1807 zaútočily na Craco skupiny zbojníků, podporované bourbonskou exilovou vládou, které drancovaly a zabíjely profrancouzské významné osobnosti. V roce 1815 bylo město dostatečně velké na to, aby se rozdělilo na dvě části: Torrevecchia, nejvyšší oblast sousedící s hradem a věží; a Quarter della Chiesa Madre, oblast sousedící s kostelem San Nicola. Po sjednocení Itálie bylo v roce 1861 Craco dobyto skupinami banditů v čele s Carminem Croccem.
Poté co skončily občanské nepokoje se největším problémem města staly problémy environmentální a geologické. Od roku 1892 do roku 1922 odešlo do Severní Ameriky přes 1300 obyvatel, hlavně kvůli špatným zemědělským podmínkám. V roce 1963 začala evakuace města, kvůli sérii sesuvů půdy. Obyvatelé se přestěhovali do údolí Craco Peschiera. Sesuvy byly pravděpodobně vyvolány špatným stavem infrastruktury kanalizace a vodovodu. V roce 1972 situaci ještě zhoršila povodeň a zabránila možnému opětovnému osídlení historického centra. Po zemětřesení v roce 1980 bylo Craco zcela opuštěno.
V roce 2007 potomci emigrantů z Craco ve Spojených státech vytvořili neziskovou organizaci The Craco Society, která zachovává kulturu, tradice a historii obce.

## Znak
Craco má ve znaku paži, držící v ruce tři zlaté klasy na modrém poli.

## Pamětihodnosti
- Kaple Santa Maria della Stella – kaplička postavená na stráni, která je součástí aktivního společenství vzdávajícího úctu Panně Marii. Stojí na místě, kde byla pastýřem zázračně objevena socha Panny Marie s dítětem ve vodě. Socha Panny Marie je stále umístěna kaple, ačkoli socha dítěte byla po odcizení nahrazena kopií.
- Kostel Chiesa Madre – kostel zasvěcený svatému Nicolovi Vescovo, patronovi Craco, byl postaven kolem 14. století a byl největším kostelem ve městě. Po sesuvu bylo vybavení kostela přesunuto do nového kostela v novém městě Craco Peschiera.

## V kultuře

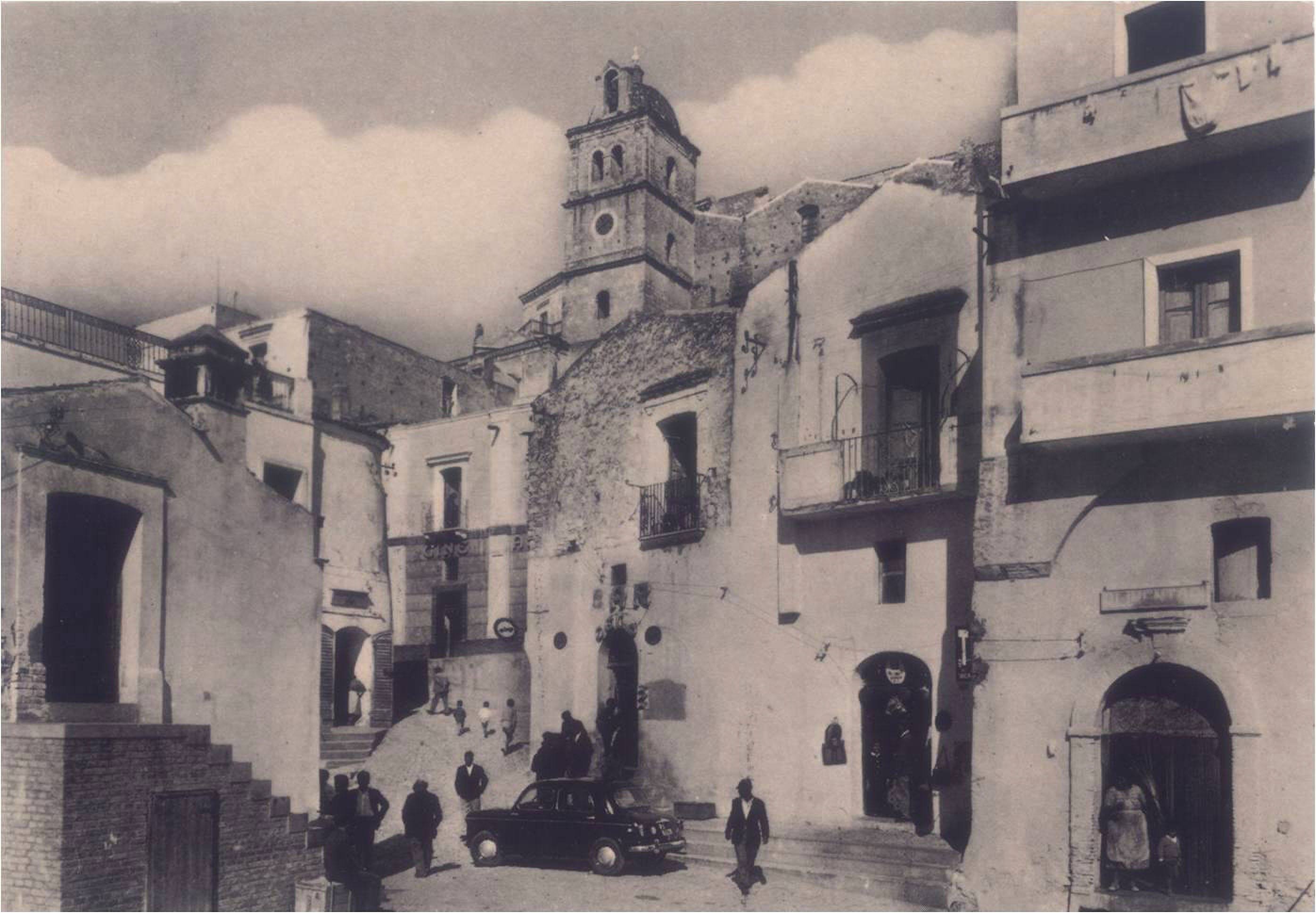
Craco kolem roku 1960

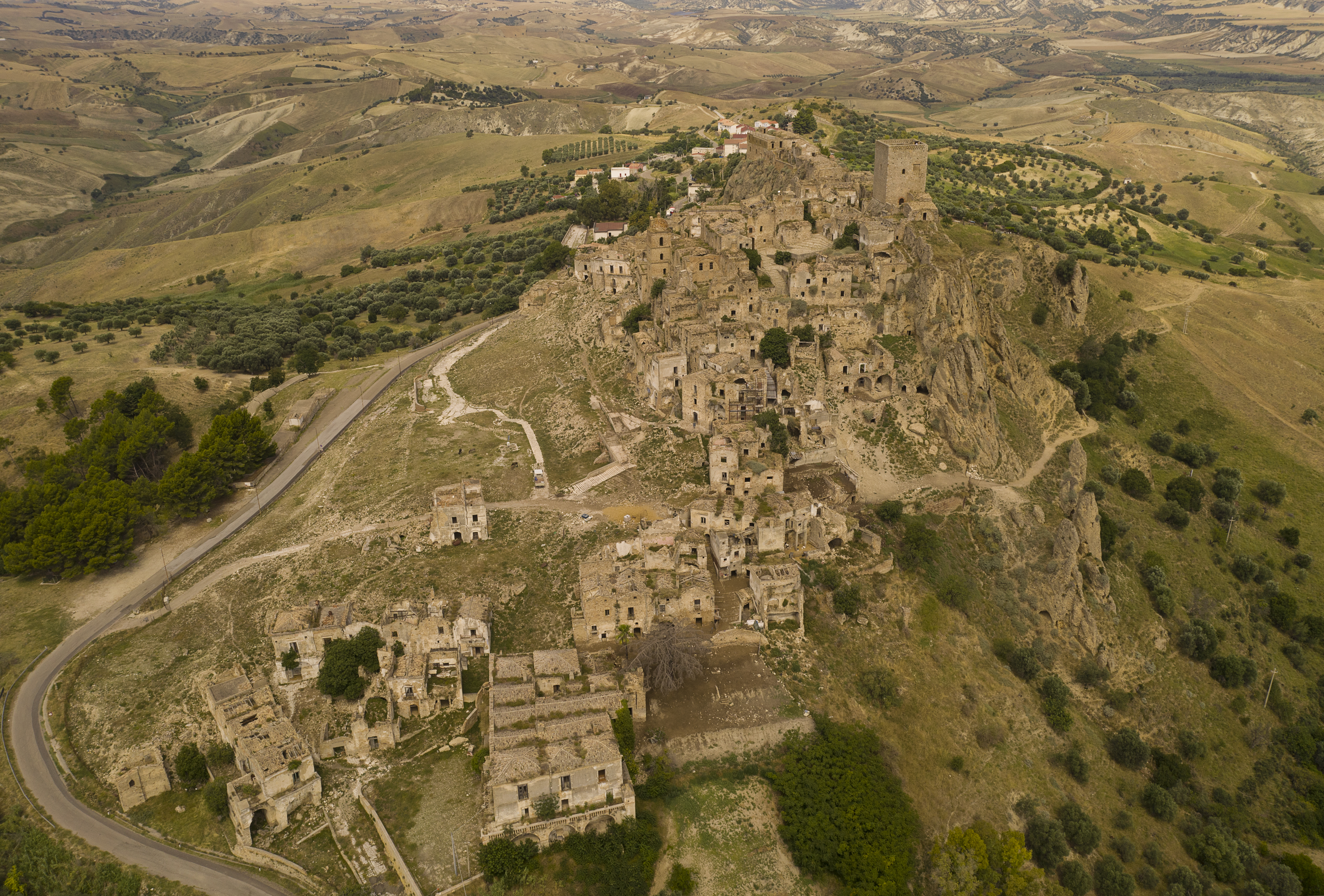
Craco z ptačího pohledu

### Film
Craco se stalo oblíbenou filmovou lokací. Natáčely se zde filmy:
- La lupa (1953), režie: Alberto Lattuada[6]
- Kristus se zastavil v Eboli (1979), režie: Francesco Rosi[6]
- Král David (1985), režie: Bruce Beresford[6]
- Saving Grace (1986), režie: Robert M. Young[6]
- The Sun Also Shines at Night (1990), režie: Paolo a Vittorio Taviani[6]
- Ninfa plebea (1996), režie: Lina Wertmüller[7]
- Umučení Krista (2004), režie: Mel Gibson[8]
- The Big Question (2004), režie: Alberto Molinari, Francesco Cabras

- Příběh zrození (2006), režie: Catherine Hardwicke[6]
- Quantum of Solace (2008), režie: Marc Forster[6]

- Basilicata křížem krážem (2010), režie: Rocco Papaleo[6]

### Televize
- Craco bylo jednou z natáčecích lokací pro italský televizní seriál Classe di ferro (1989–1991), který režíroval Bruno Corbucci.[6]

- Craco bylo jednou z filmových lokací pro brazilskou telenovelu O Rei do Gado (1996–1997), kterou režíroval Luiz Fernando Carvalho.[9]
- V roce 2015 se v Craco natáčela reklama pro japonskou Pepsi.[10]

### Hudba
- Francouzská folková skupina Ödland v Craco natočila videoklip pro píseň „Santa Lucia” z alba Sankta Lucia (2011).
- Německý hudební skladatel Hauschka napsal skladbu „Craco” z alba Abandoned City (2014).[11]
- V Craco se natáčelo hudební video „Paradise” (2020) italského tanečního projektu Meduza spolu s Dermotem Kennedym.[12]